# سونیک مگا کالکشن
مجموعه بزرگ سونیک (انگلیسی: Sonic Mega Collection) یک بازی ویدئویی است که توسط سگا و در سال ۲۰۰۲ و در پلت‌فرم‌های ایکس‌باکس، پلی‌استیشن ۲، مایکروسافت ویندوز، و گیم‌کیوب منتشر شده‌است.